# Montfermy
Montfermy är en kommun i departementet Puy-de-Dôme i regionen Auvergne-Rhône-Alpes i centrala Frankrike. Kommunen ligger i kantonen Pontgibaud som tillhör arrondissementet Riom. År 2022 hade Montfermy 226 invånare.

## Befolkningsutveckling
Antalet invånare i kommunen Montfermy
| Referens: INSEE |